# Corpo de Intendentes da Marinha

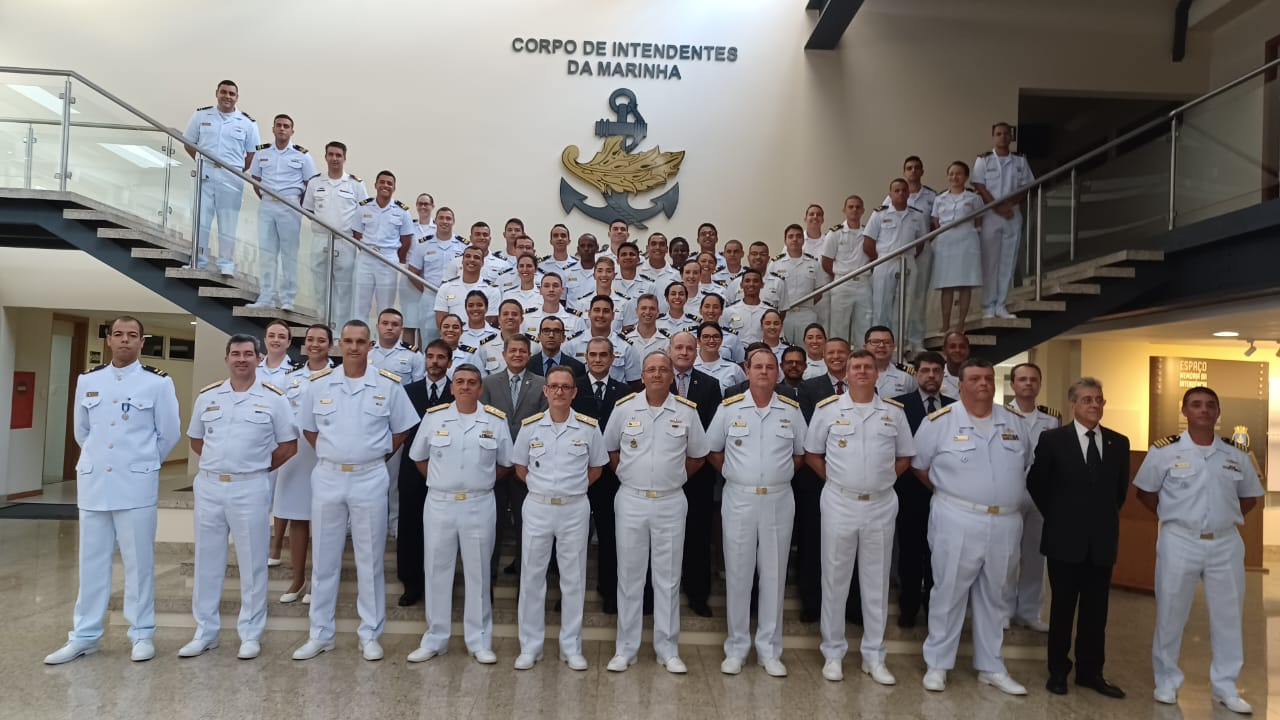
Oficiais de Intendência no Centro de Instrução e Adestramento Almirante Newton Braga (CIANB)

O Corpo de Intendentes da Marinha é o corpo de oficiais da Marinha do Brasil que exercem cargos relativos à aplicação e ao preparo do Poder Naval, que visem ao atendimento das atividades logísticas e das relacionadas com a economia, as finanças, o patrimônio, a administração e o controle interno.

## História
Em 3 de março de 1770, José I de Portugal e o seu Primeiro Ministro Sebastião José de Carvalho e Melo, marquês de Pombal, assinam, no Palácio da Ajuda, o alvará de criação do cargo de Intendente da Marinha e Armazéns Reais, ditando procedimentos para a administração fazendária da Capitania da Bahia, e definindo as atribuições das Juntas da Administração da Fazenda na mesma Capitania.
O primeiro Intendente da Marinha foi Rodrigo da Costa de Almeida, que exercia o cargo de Provedor da Alfândega da Bahia.
Em 1796 foi instituída a Real Junta da Fazenda cujo presidente foi, sempre, o Ministro e Secretario de Estado da Marinha e Domínios Ultramarinos.
Dando continuidade à estruturação do Serviço de Intendência na Marinha, foi criada, em 7 de janeiro de 1797, também, por Alvará Régio, a função de comissário em cada um dos navios de Guerra, quando armados. Desse modo, cada esquadra portuguesa passou a ter uma Junta Especial de Fazenda, composta do Comandante-em-Chefe e seu Major-General, três Comandantes de navios e do Comissário-Geral. Assim, o Intendente era um administrador especifico, subordinado apenas à Real Junta de Fazenda da Marinha órgão destinado a planejar e fornecer o necessário à construção Naval. Abaixo de si, vinham as juntas especiais das Esquadras com seu comissário-geral e as naus com seus comissários. Com o sucesso destas medidas, foi estendido, em 12 de agosto do mesmo ano, o cargo de Intendente da Marinha e seus Armazéns Reais a todos os Arsenais de Marinha das capitanias da América.
Pelo alvará de 13 de maio de 1808 foi criada a Contadoria da Marinha no Arsenal Real da Marinha - primeira organização militar de intendência -, e os cargos de Contador, Escriturário, Comissário, Escrivão, Almoxarife, Fiel, Pagador e Tesoureiro Geral das Tropas.

## O Patrono
Pela sua atuação e a projeção que conferiu à Intendência da Marinha, a Portaria nº 43/EMA, de 13 de março de 2003, instituiu a figura do Almirante Gastão Motta como Patrono do Corpo de Intendentes da Marinha.

## O Oficial Intendente
A Marinha do Brasil desenvolve e atualiza programas para formação e aperfeiçoamento de seus Oficiais, para contribuir para melhorar a relação custo / eficácia das Forças Navais, isoladamente, ou em operações conjuntas com as demais Forças Nacionais ou estrangeiras. Para realizar aquela tarefa, as instituições educacionais da MB se esforçam para manter a qualidade de seus currículos, através da constante assimilação de mudanças ambientais e inovações tecnológicas, que afetem o desempenho da MB, a fim de preparar seus Oficiais para introduzi-las e utilizá-las no atendimento de suas tarefas futuras.
Atualmente, os oficiais do Corpo de Intendentes são formados pela Escola Naval ou admitidos com graduação em Economia, Administração ou Contabilidade no Quadro Complementar de Oficiais Intendentes da Marinha (QC-IM), podendo ascender até o posto de Vice-Almirante.
Nos postos de Segundo-Tenente, Primeiro-Tenente e Capitão-Tenente, exercem funções nos navios da Esquadra, Distritos Navais, Diretoria de Hidrografia e Navegação, Organizações Militares (OM) do Corpo de Fuzileiros Navais, Bases Navais e Hospitais Navais, dentre outras. Como Oficial Superior, exercem funções técnicas ou de direção de OM, típicas das áreas de Administração, Abastecimento, Finanças, Auditoria e Assessoria da alta administração da Marinha do Brasil.

## Atribuições
Atualmente as suas maiores responsabilidades compreendem a logística de suprimentos e de transporte, a coordenação do orçamento da Marinha, a execução orçamentária e financeira, a gestão do patrimônio imobiliário, o controle interno, a administração e o pagamento dos servidores civis e militares - ativos, inativos e as pensionistas.
Presente em todas as regiões do território brasileiro, quer nos estabelecimentos de terra, quer a bordo das embarcações da Esquadra, ou guarnecendo os Batalhões de Fuzileiros Navais, o Corpo de Intendentes da Marinha mantém-se em constante atualização e aprimoramento profissional, adotando modernas técnicas de gestão para o suprimento dos diversos materiais e produtos de que a Marinha necessita para a aplicação do Poder Naval.

## Lema
"Prestar o melhor serviço à Marinha!"

## Heráldica
Descrição - Num escudo boleado, encimado pela coroa naval e envolto por uma elipse feita de um cabo de ouro e terminado em nó direito, em campo de azul, uma âncora de prata em pala, com uma folha de acanto em ouro disposta em faixa e brocante sobre a mesma. No contrachefe, faixado-ondado de prata e azul de cinco peças.
Explicação - No campo azul, esmalte clássico da Marinha, o faixado-ondado de prata e azul evoca o mar por onde navegam os navios da Armada brasileira. A âncora de prata alude a Marinha em sua expressão de desenvolvimento e expansão. Filetada de preto, a folha de acanto de ouro sobreposta à âncora de prata, alude às atividades de abastecimento, finanças, administração e controle interno inerentes ao Corpo de Intendentes da Marinha do Brasil.

## Símbolo
O seu símbolo tradicional é a folha de acanto, planta natural da costa leste do mar Mediterrâneo, da família das dicotiledôneas, que se caracteriza por folhas largas, verdes e recortadas.
A folha de acanto tem a sua primeira aproximação com os intendentes descrita no poema épico "Ilíada", de Homero. Nesta narrativa, o poeta descreve os exércitos de Agamenon, rei de Micenas, indicando que sobre alguns oficiais de sua confiança pesava a responsabilidade da gestão dos fundos destinados ao pagamento dos soldados e das demais despesas das tropas na campanha de Troia. Esses oficiais faziam identificar as suas barracas com as folha de acanto, não apenas pelo seu tamanho (podem atingir até 60 cm de comprimento), mas também por adquirirem uma coloração amarelada, o que as tornavam de fácil visualização.

## Intendente Honorário
O Título de "Intendente Honorário", instituído a partir de 1997, destina-se a ratificar o reconhecimento do Corpo de Intendentes da Marinha a militares e civis, não Intendentes, que lhe tenham dedicado parcela considerável de suas atividades ou contribuído de forma marcante para a consecução das tarefas atinentes à Intendência da Marinha.
- A concessão é feita anualmente, por meio de Portaria do Oficial Intendente mais antigo da ativa, por sua decisão, ouvidos os demais Almirantes (IM) da ativa e será materializada pelo seu correspondente diploma.
- A entrega do diploma é realizada, solenemente, durante a cerimônia comemorativa do "Dia do Intendente", ou, excepcionalmente, em outra ocasião a critério do Oficial Intendente mais antigo da ativa.